# Musée Bartholdi
Das Musée Bartholdi (Bartholdi-Museum) ist ein Museum in Colmar, das dem Leben und Werk des Malers und Bildhauers Frédéric-Auguste Bartholdi gewidmet ist. Es befindet sich in seinem Geburtshaus und präsentiert auf 700 m² Ausstellungsfläche die umfangreichste Sammlung seiner Werke. Die zweite Etage des Museums widmet sich speziell Bartholdis Entwürfen und Modellen der Freiheitsstatue, eines seiner bekanntesten Werke.

## Geschichte des Museums
Das Gebäude des heutigen Museums ist das Geburtshaus von Auguste Bartholdi (1834–1904). Es steht in der 30, Rue des Marchands in Colmar. Das Gebäude stammt größtenteils aus der zweiten Hälfte des 17. Jahrhunderts. Ende des 18. Jahrhunderts gehörte die Stadtvilla der Familie von Étienne Meyer. Seine Tochter Catherine Dorothée (1765–1817) heiratete Jean Charles Bartholdi (1756–1830); ihr Sohn Jean Charles (1791–1836) war der Vater von Auguste Bartholdi. Das Gebäude ist teilweise als historisches Denkmal (Monument historique) eingetragen. Der Schutz umfasst insbesondere zwei Portale aus dem 17. Jahrhundert, die am 18. Juni 1926 unter Denkmalschutz gestellt wurden. Das Gebäude ist zudem in der Base Mérimée aufgeführt.
Am 25. Juli 1907 überschrieb die Witwe des Bildhauers, Jeanne-Émilie Bartholdi, das Gebäude der Stadt Colmar unter der Bedingung, es nach ihrem Tod in ein Museum umzuwandeln. Es sollte nach dem Tod von Jeanne-Émilie Bartholdi mit den Skulpturen, Möbelstücken und Kunstgegenständen aus der letzten Wohn- und Arbeitsstätte des Ehepaares Bartholdi in der 82, Rue d’Assas in Paris bestückt werden. Jeanne-Émilie starb im Oktober 1914, jedoch verzögerte der Erste Weltkrieg die Eröffnung des Museums, sodass es erst am 18. November 1922 eingeweiht wurde.

## Sammlung
Das Museum stellt auf drei Etagen aus. Im Innenhof des Museums befindet sich Bartholdis „Die großen Stützen der Welt“ (Les grands soutiens du monde), eine Bronzegruppe. Zwei männliche Figuren verkörpern einen Arbeiter und einen Soldaten, die weibliche Figur symbolisiert die Justitia.

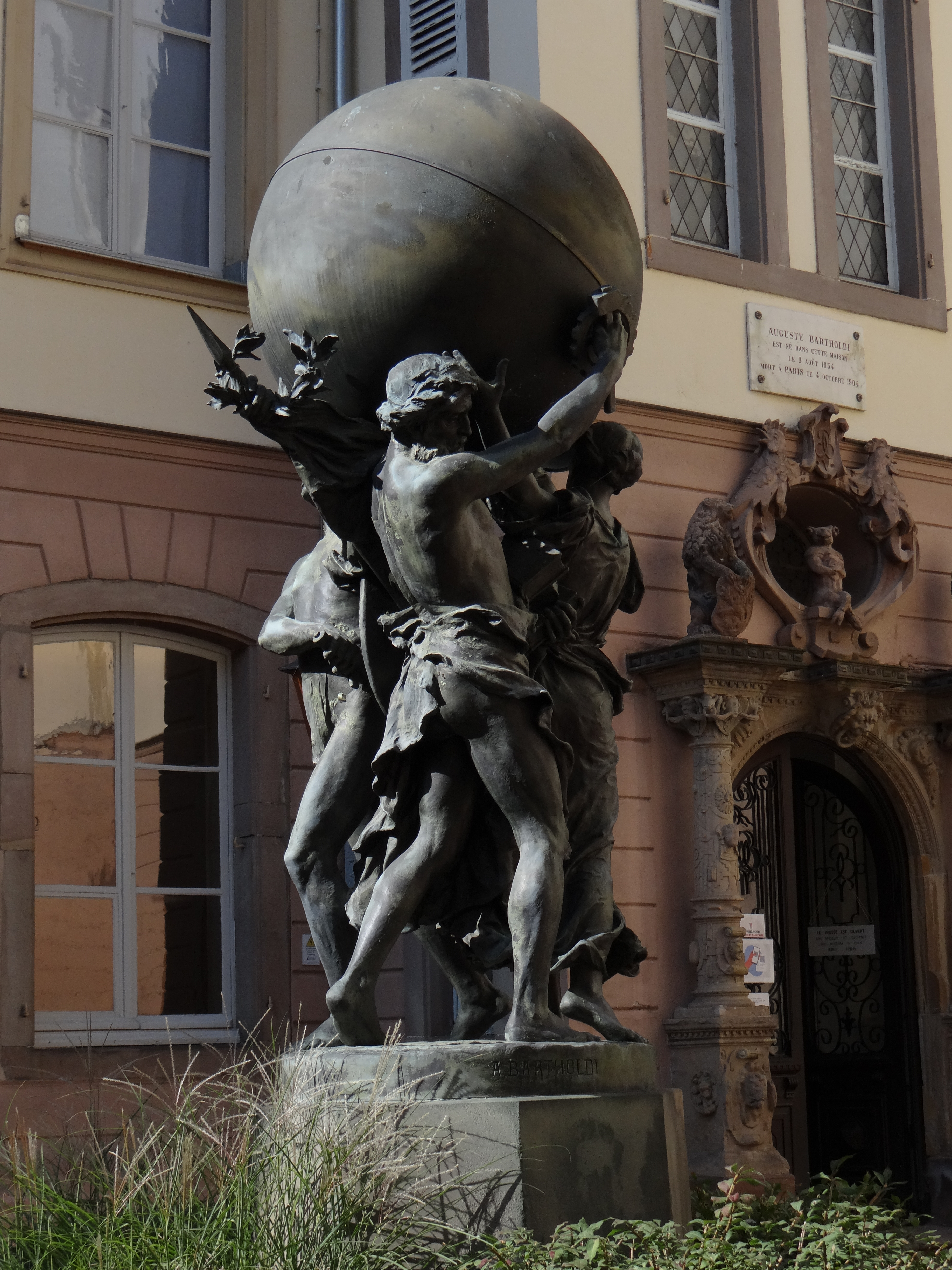
Die großen Stützen der Welt

### Erdgeschoss
Im Erdgeschoss sind Ausstellungsstücke von Bartholdi zu sehen, die Bezug zum Elsass haben. Darunter:
- „Die Schweiz rettet die Leidenden von Straßburg während der Belagerung von 1870“ (Bronzegruppe, 1895)
- Bronzereduktion der Statue des Malers Martin Schongauer, welche bis 1950 im Unterlinden-Museum ausgestellt war
- Die Sieben Schwaben (Bronzegruppe, 1855) in Anlehnung an das Märchen von Ludwig Bechstein
- La fontaine Roesselmann (1883). Auftragsarbeit der Stadt Colmar zu Ehren von Probst Jean Roesselmann, der starb, als er Colmar an der Porte de Bâle gegen die Habgier des Bischofs von Straßburg im Jahr 1262 verteidigte.

### 1. Etage
Auf der ersten Etage des Museums sind mehrere Wohnräume aus der ehemaligen Wohnung in der Rue d’Assas 82 in Paris nachgestellt. Im Empfangssaal ist ein großes Porträt von Bartholdis Mutter, Charlotte Bartholdi, zu sehen, das 1855 von Ary Scheffer gemalt wurde. Außerdem befindet sich dort ein Porträt von Auguste Bartholdi und seiner Frau Jeanne-Émilie, gemalt von Jean Brenner.
Neben den Wohnräumen gibt es auf dieser Etage einen Modellsaal. Darin sind Modelle aus Keramik und Bronze und Entwürfe zu verschiedenen öffentlichen, französischen Denkmälern ausgestellt. Darunter auch Studien für den Löwen von Belfort aus dem Jahr 1880.

### 2. Etage
Auf der zweiten Etage sind in drei Räumen Bartholdis amerikanische Werke ausgestellt. In der Treppenhaus-Galerie sind es zwei große Gemälde von Bartholdi, La Californie de jadis und La Californie nouvelle, die eine Gegenüberstellung von Kalifornien während des Goldrausches und dem modernen Kalifornien darstellen. Diese Werke wurden ursprünglich auf der Weltausstellung in Philadelphia 1876 gezeigt.
Der erste Raum ist den Skulpturen und Modellen gewidmet, die im Zusammenhang mit Bartholdis Arbeiten für die Freiheitsstatue und seinen Beziehungen in den Vereinigten Staaten entstanden. Zu den Exponaten gehören die Statue von La Fayette und eine Bronzegruppe mit Washington und La Fayette.
Im zweiten Raum liegt der Blickpunkt auf Bartholdis möglicher Zugehörigkeit zur Freimaurerei sowie auf Büsten bedeutender Persönlichkeiten, die mit dem Projekt der Freiheitsstatue verbunden waren, wie Édouard René Lefebvre de Laboulaye, ein französischer Historiker und Unterstützer der Freiheitsstatue; William Maxwell Evarts, ein US-amerikanischer Politiker und Jurist, und Pierre Eugène Secrétan, ein Kupferindustrieller, der das Kupfer für die Freiheitsstatue gespendet hat.
Im dritten Raum der amerikanischen Säle wird die Konstruktion der Freiheitsstatue veranschaulicht. Hier sind unter anderem Modelle der Statue in verschiedenen Entwicklungsstadien sowie Details zur technischen Verwirklichung der Statue ausgestellt. Zur Finanzierung der Statue trug der Verkauf von verkleinerten Terrakotta-Modellen, den sogenannten „Modellen des Komitees“, bei, die von der Franco-Amerikanischen Union initiiert wurden. Diese Modelle sind auf 200 signierte, nummerierte und gestempelte Exemplare limitiert, einige davon sind im Museum ausgestellt. Zudem befindet sich ein Gipsmodell in Originalgröße des linken Ohrs und eines Teils der Haarpracht der Freiheitsstatue in diesem Raum. Dieses Exponat, das von Bartholdi selbst als Souvenir aufbewahrt wurde, ist das einzige verbliebene materielle Zeugnis des Herstellungsprozesses in den Werkstätten an der Rue de Chazelles in Paris. Die ursprünglichen Modelle aus Holz und Gips, die während des Baus der endgültigen Kupferstatue verwendet wurden, wurden im Laufe der Arbeiten zerstört.

Ausgewählte Orte und Werke
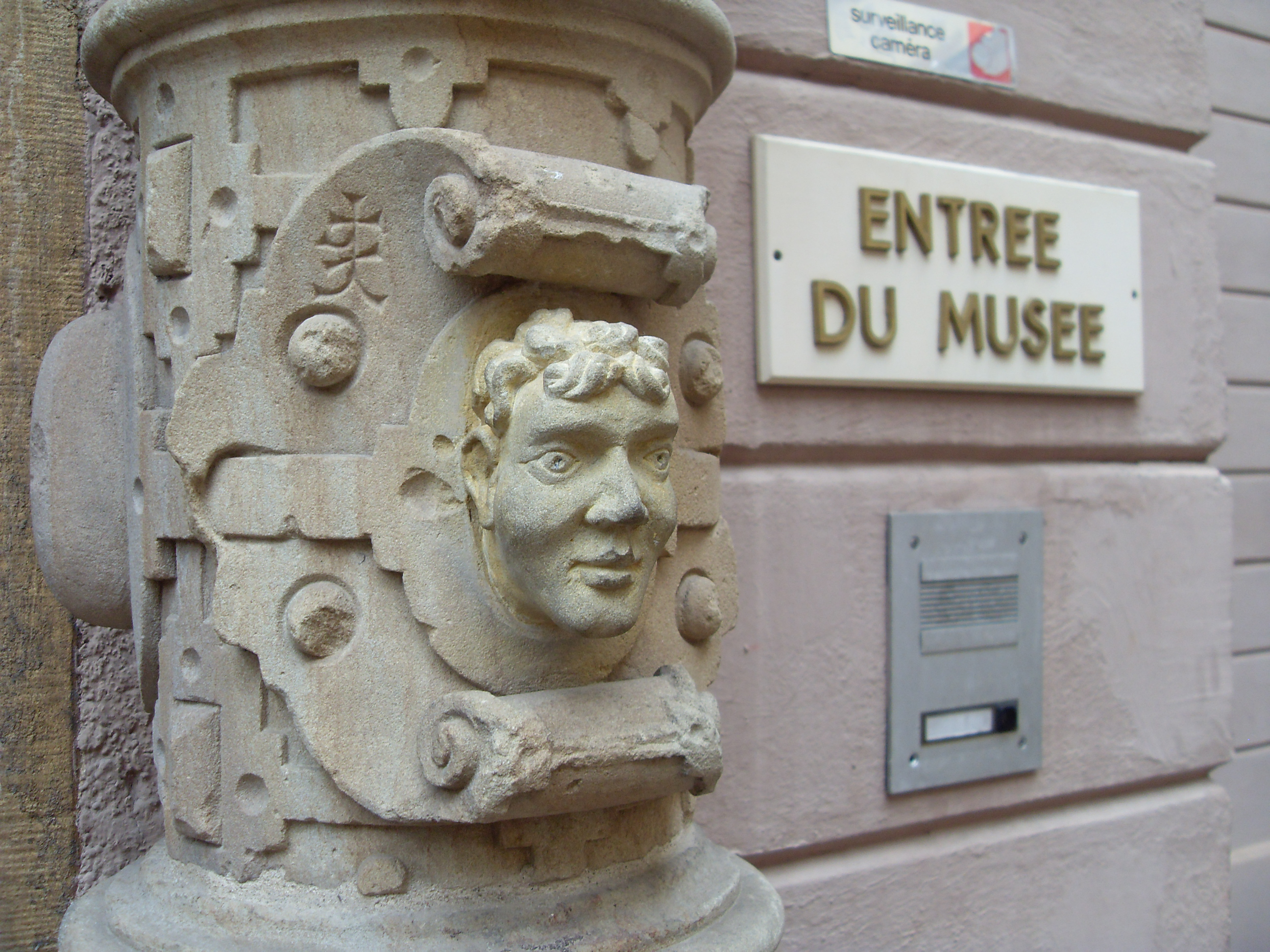
Eingang zum Museum
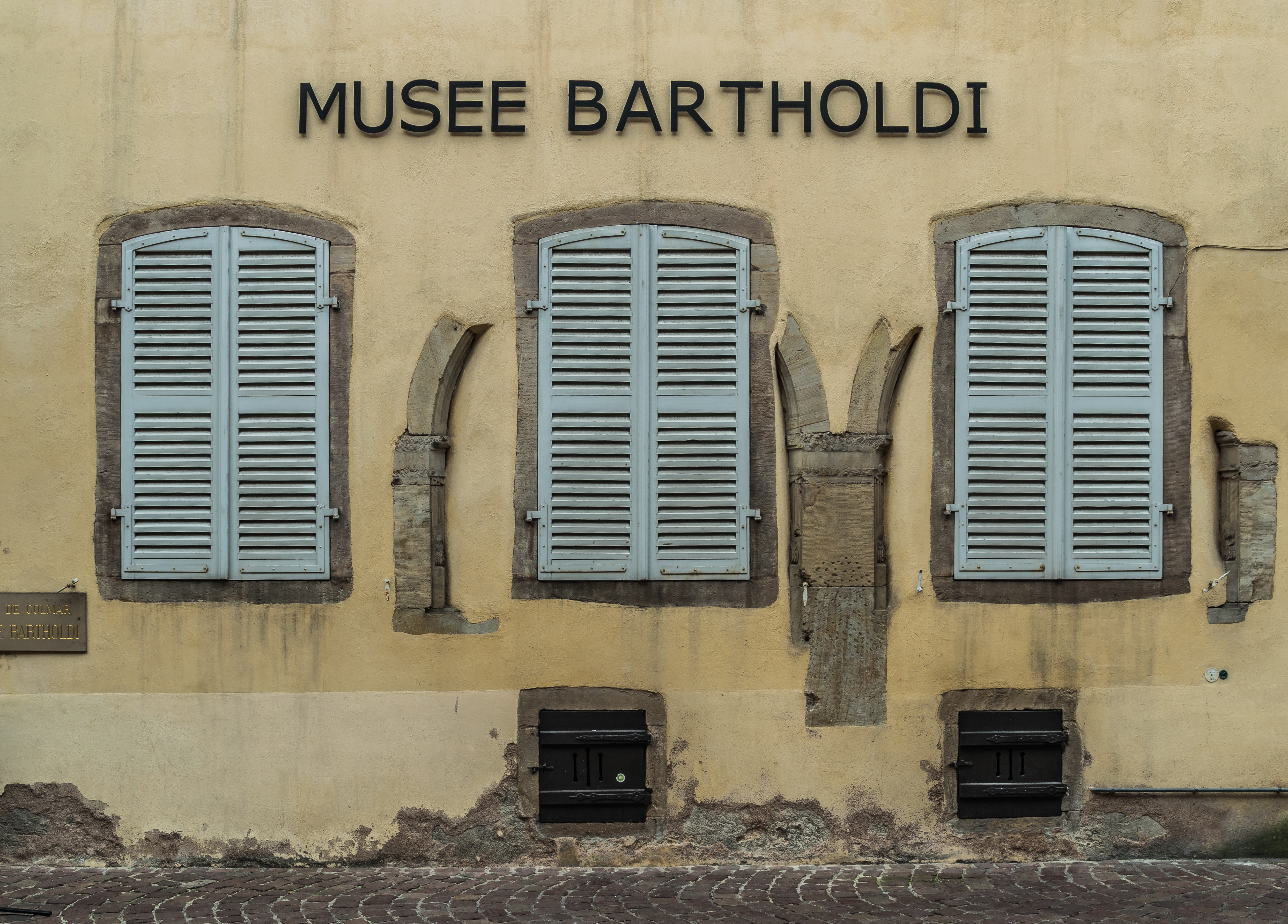
Außenansicht des Museums
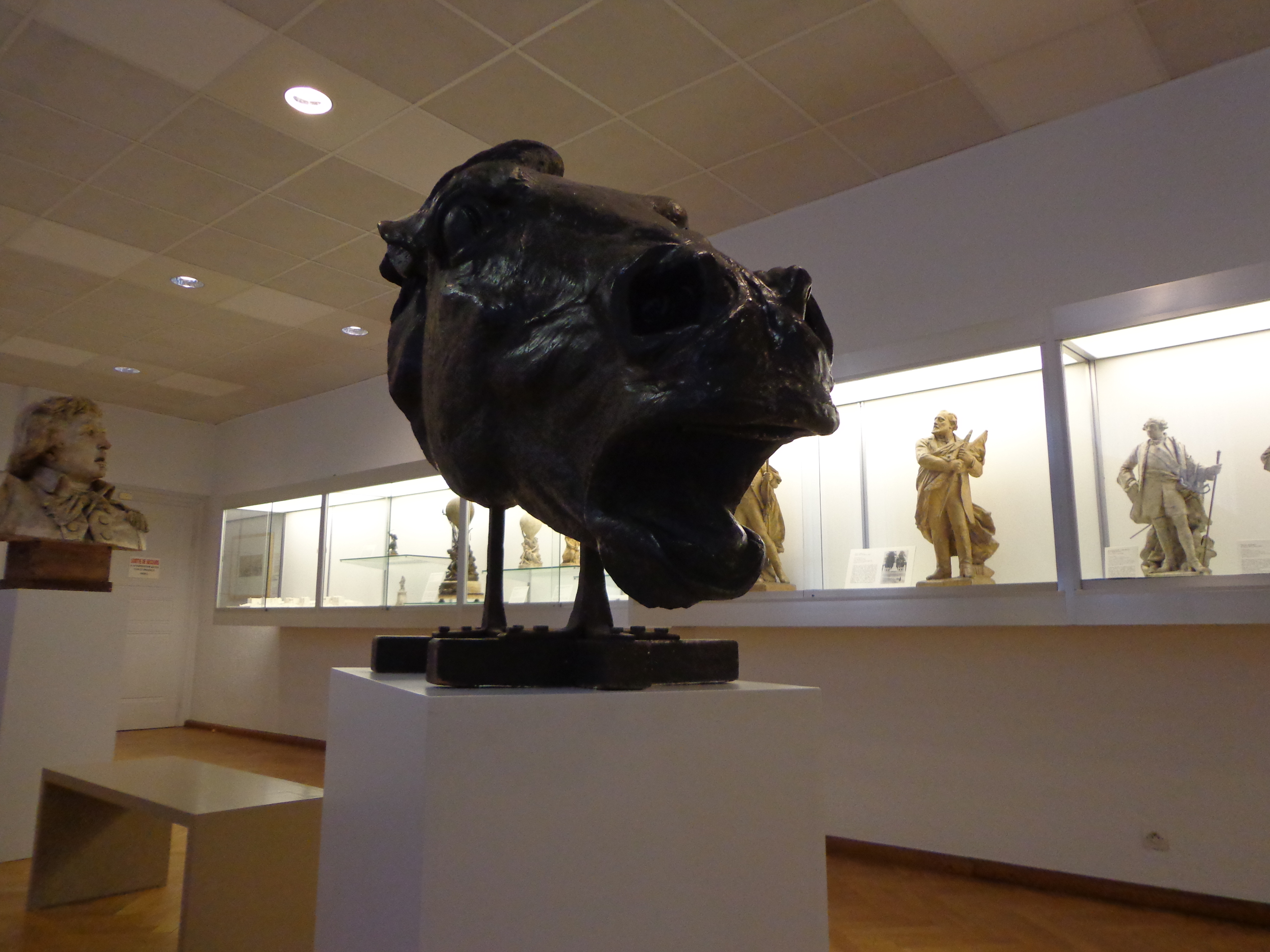
Gipsmodell von Bartholdi (1888), Erdgeschoss
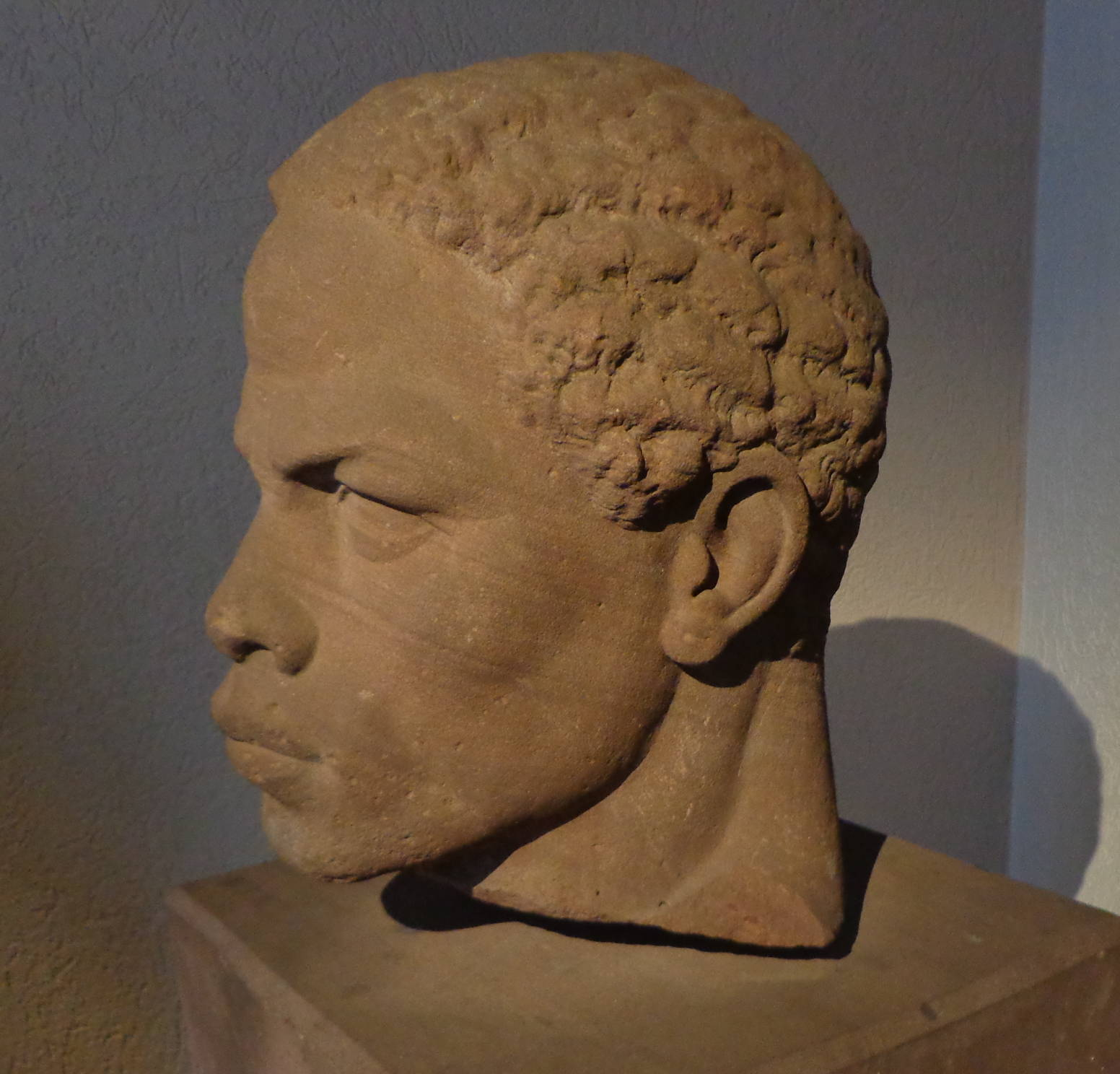
Tête de l’Afrique (1863)
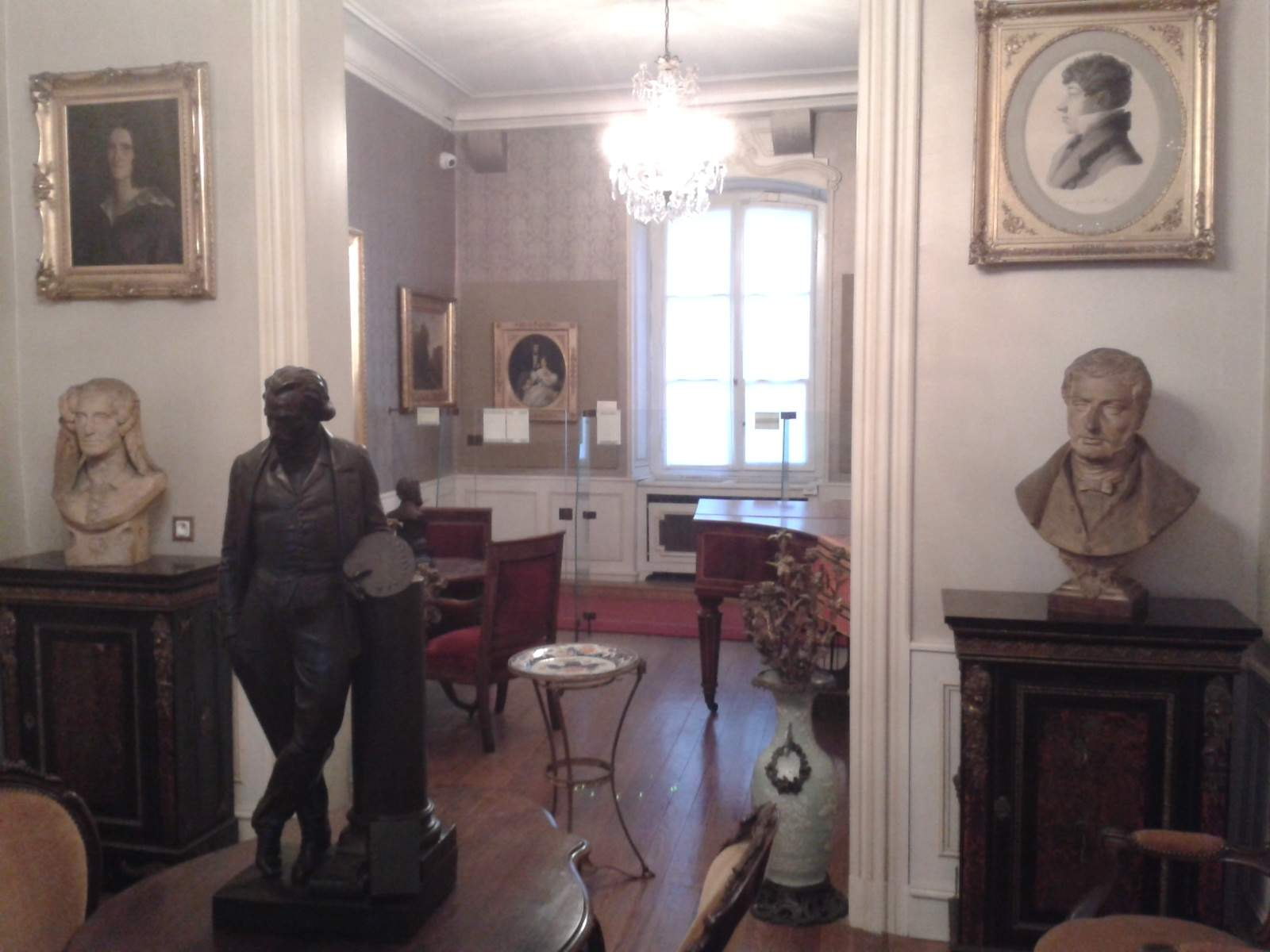
Wohnraum des Musée Bartholdi, 1. Etage
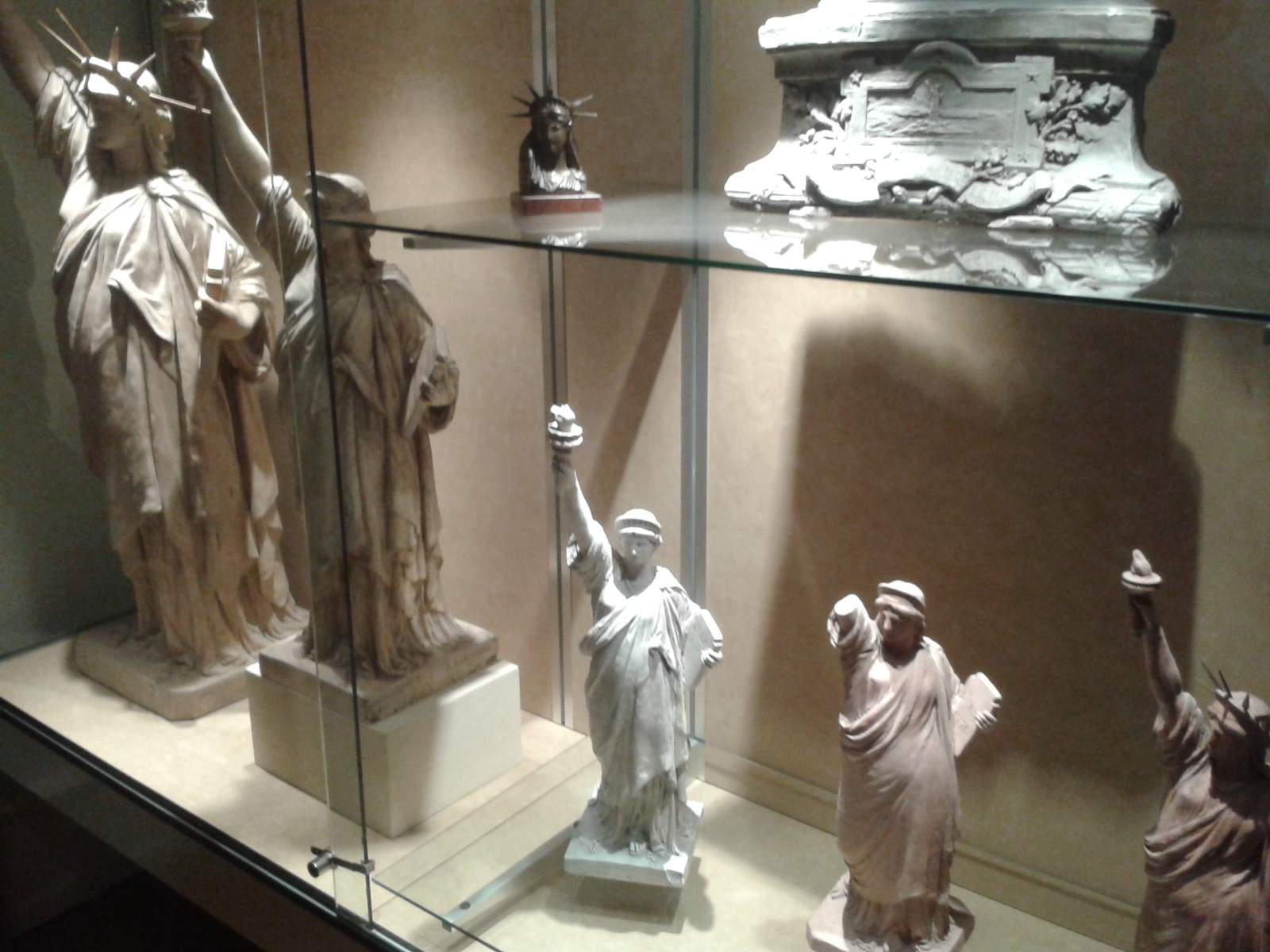
Freiheitsstatuen im Musée Bartholdi, 2. Etage